# Circuito Internacional de Ordos
O Ordos International Circuit, ou Circuito Internacional de Ordos, é uma infraestrutura de desporto motorizado localizada na Cidade de Ordos, Mongólia Interior, China. Concluída em Julho de 2010, com o objectivo de atrair novos turistas à cidade de Ordos, a pista acolheu uma ronda do Campeonato de Carros de Turismo da China C(TCC), a Taça Scirocco da China e a Superleague Fórmula.  O circuito tem 3.751 km de perímetro, com 18 curvas.